# ヤスミラ・ジュバニッチ
ヤスミラ・ジュバニッチ（Jasmila Žbanić, 1974年12月19日 - ）は、ボスニアの映画監督、脚本家。2006年、監督および脚本をつとめた『サラエボの花』は、ベルリン国際映画祭で最高賞の金熊賞のほか、エキュメニカル審査員賞、平和映画賞を受賞した。

## フィルモグラフィ
- 『サラエボの花』 - Grbavica （2006年、監督・脚本、ベルリン国際映画祭金熊賞受賞）
- 『サラエボ、希望の街角』 - Na putu （2010年、監督・脚本）
- 『アイダよ、何処へ?』 - Quo Vadis, Aida?（2020年、監督・脚本）
- The Last of Us (2023年、テレビドラマ、監督)